# Plecopterodes postaurantiaca
Plecopterodes postaurantiaca là một loài bướm đêm trong họ Noctuidae.